# Anna (film, 1958)
Pour les articles homonymes, voir Anna.

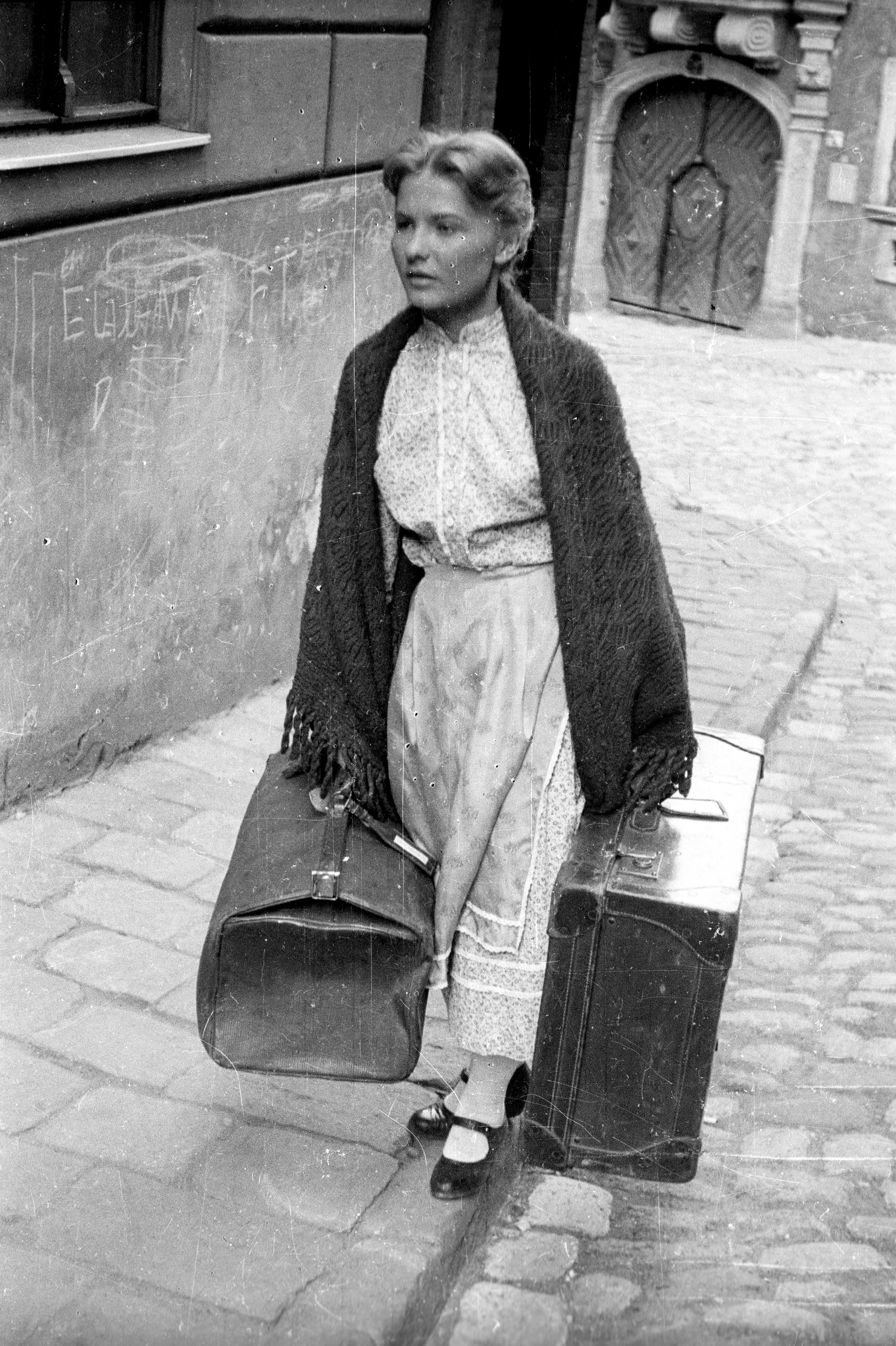
Mari Törőcsik dans le film Sweet Anna, 1958

Anna (Édes Anna) est un film hongrois réalisé par Zoltán Fábri et sorti en 1958.
Il s'agit d'une adaptation du roman de Dezső Kosztolányi, Édes Anna, écrit en 1926.

## Synopsis
Budapest, fin juillet 1919. La brève période de la République des conseils s'achève dans le sang. Son chef, le communiste Béla Kun, est chassé du pouvoir par l'armée roumaine et l'armée nationaliste de l'amiral Miklós Horthy. La famille du Conseiller ministériel Vizy respire désormais. Mais l'obsession de Madame Vizy, c'est l'arrivée d'une nouvelle bonne : sera-t-elle aussi compréhensive, appliquée et obéissante qu'elle le souhaite ? Anna laisse d'abord une excellente impression : bien élevée et catholique de surcroît. Petit à petit, le miracle opère. « Alors commença pour eux une existence idyllique dont ils sentaient en permanence le goût dans la bouche. L'impossible s'était réalisé, ils avaient mis la main sur la bonne, la vraie, celle dont ils avaient rêvé. » Mais, leur neveu, Jancsi, attiré par Anna, la séduit puis la délaisse. Anna doit avorter. Enfin, la maîtresse de maison, possessive et hystérique, s'oppose à la perspective d'un mariage d'Anna. Advient alors l'imprévisible : cette bonne, si douce et si laborieuse, commet, à la stupéfaction générale, un meurtre horrible. Dans la nuit du 28 au 29 mai 1921, Anna transperce le corps de ses maîtres de plusieurs coups de couteau. Et personne ne peut expliquer ce forfait, pas même l'auteur de ce crime, la douce Anna…

## Fiche technique
- Titre du film : Anna
- Titre original : Édes Anna
- Réalisation : Zoltán Fábri
- Scénario : Péter Bacsó, Z. Fábri d'après le roman de Dezső Kosztolányi : Anna la douce
- Photographie : Ferenc Szécsényi
- Format : Noir et blanc - 1,37 : 1
- Musique : György Ránki
- Décors : Madame Emil Sáfár
- Costumes : Zsazsa Lázár
- Production : Hunnia Filmstúdió
- Pays d'origine :  Hongrie
- Durée : 84 minutes
- Sortie : 6 novembre 1958 en Hongrie

## Distribution
- Mari Törőcsik : Édes Anna
- Maria Mezei : Madame Vizy
- Károly Kovács : Kornél Vizy
- Zsigmond Fülöp : Jancsi
- Béla Barsi : Ficsor, le concierge
- Anna Báró : Madame Tatár
- Zoltán Greguss : Gábor Tatár
- Zoltán Makláry : le docteur Moviszter
- Kati Böröndi : Katica

## Distinctions
Le film a été présenté en sélection officielle en compétition au Festival de Cannes 1959.

## Commentaire
Katalin Por écrit : « On reproche souvent à Anna son aspect presque scolaire, quasi mécanique, simple mise en images d'un roman célèbre » de Dezső Kosztolányi. S'agirait-il alors d'une fidélité sans éclat ?
« Une comparaison plus attentive permet de remarquer que l'ordre des scènes a été modifié, selon des lignes directrices et une dynamique différentes du roman », ajoute Katalin Por. En vérité, le film de Zoltán Fábri déplace le sens de l'œuvre vers une confrontation duale entre Anna, la bonne, et sa maîtresse, Madame Vizy, dans l'optique d'une opposition « de classe directe et nue, presque théâtralisé. ». Réalisé deux années après l'insurrection réprimée de 1956, le film « comporte une véritable dimension documentaire, parce qu'il dépeint une période et un thème idéologiquement connotés (la fin de la République des conseils en 1919) dans un contexte de censure totale » et de normalisation soviétique. « Entre ambiguïté et réécriture, il parvient à conformer sa vision de l'année 1919 à l'idéologie officielle pour l'inscrire en 1958 dans une réécriture nouvelle de l'histoire. ».
Ce faisant, le film de Fábri s'éloigne de la vision plutôt humaniste de Dezső Kosztolányi, qui refusant de juger les situations et les personnages, scrute un réseau de relations humaines complexes dans un contexte social, politique et historique qu'il ne sous-estime pourtant pas. Katalin Por exprime ainsi son point de vue : « Kosztolányi étudie une situation d'enfermement dans une société hongroise aux structures encore très traditionnelles et rigides, un fonctionnement en vase clos dont on ne peut sortir que par un acte violent et définitif ». « Les bourreaux sont tout aussi misérables, et presque aussi dignes de pitié que leur victime : Anna finira par assassiner ses maîtres, sans vraiment en connaître les raisons - elle sera incapable d'expliquer ou de justifier son geste », énonce-t-elle plus haut.